# Graeme McDowell
Pour les articles homonymes, voir McDowell.
Graeme McDowell, né le 30 juillet 1979 à Portrush, est un golfeur nord-irlandais.
Il est fait membre de l'ordre de l'Empire britannique le 31 décembre 2010, pour services rendus au golf.

## Biographie
Passé professionnel en 2002, il remporte son premier titre sur le circuit européen lors de quatrième tournoi disputé. Après une année blanche de titres, il renoue avec le succès en 2004, année dont il termine finalement à la sixième place à l'ordre du Mérite européen.
À partir de la saison suivante, il se partage entre le circuit européen et le PGA Tour, sa participation sur ce dernier circuit étant dû à sa place parmi les 50 premiers du Official World Golf Ranking. Ses résultats durant cette saison lui permettent d'obtenir sa carte pour l'année 2006.
Cette dernière saison sur le circuit américain, où il ne figure pas dans les 150 meilleurs à l'issue de la saison, ne répond pas à ses attentes et il décide de rejoindre le circuit européen.
C'est en 2008 qu'il renoue avec le succès, remportant deux tournois sur le circuit européen.
Pour la 39e Ryder Cup 2012 qui a eu lieu sur le parcours du Medinah Country Club de Chicago, Graeme McDowell associé à son compatriote Rory McIlroy fait face à la paire Jim Furyk / Brandt Snedeker pour la première rencontre de cette édition de la Ryder Cyp, le ‘Foursomes’ du vendredi matin, et où les européens gagnent 1up. Toujours associé à Rory McIlroy pour le ‘Fourball’ du samedi après-midi, les deux compères tombent sur un duo composé de Phil Mickelson et Keegan Bradley très inspiré, et sont battus par 2&1. Toujours associé à son compatriote, il retrouve la paire Jim Furyk / Brandt Snedeker pour le ‘Foursomes’ du samedi, mais les américains obtiennent leur revanche en gagnant 1up.
Avant les duels, il apporte donc 1 point au team européen.
Dans les simples du dimanche, le capitaine José Maria Olazábal programme Graeme dans la septième rencontre face à Zach Johnson. Mais le nord-irlandais est peu inspiré depuis le début du tournoi, et il laissera la victoire 2&1 pour les États-Unis.
Son total 2012 sera donc : 4 matches, 1 victoire, 3 défaites.

## Palmarès

### Circuits européen et américain

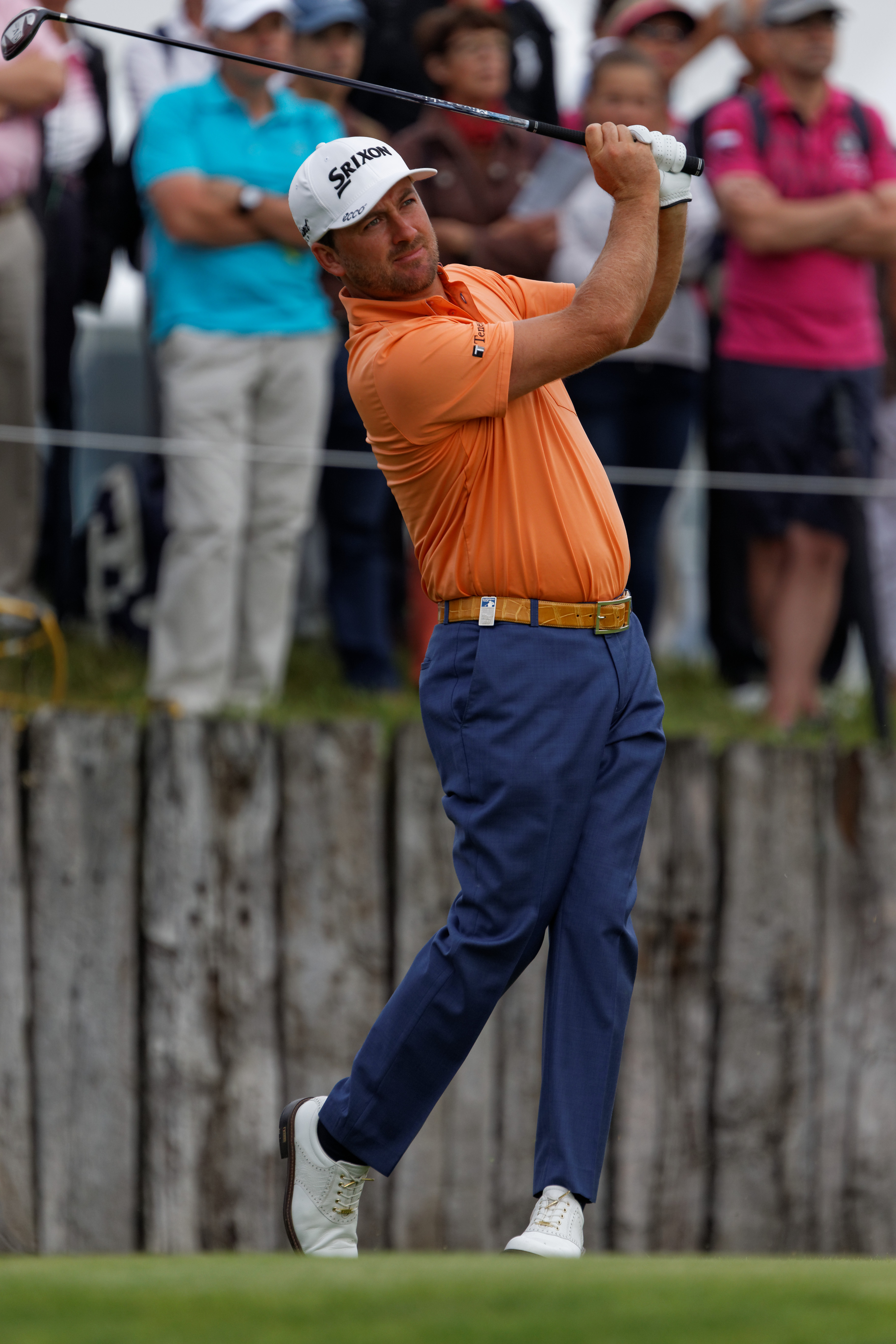
Graeme McDowell lors de l'Open de France 2014

| Année | Majeur                             | Score                 | Finaliste(s)                                | Écart   |
| ----- | ---------------------------------- | --------------------- | ------------------------------------------- | ------- |
| 2002  | Volvo Scandinavian Masters         | −14 (64–73–66–67=270) | Trevor Immelman                             | 1 coup  |
| 2004  | Telecom Italia Open                | −19 (67–65–65=197)    | Thomas Levet                                | Playoff |
| 2008  | Ballantine's Championship          | −24 (68–64–66–66=264) | Jeev Milkha Singh                           | Playoff |
| 2008  | Barclays Scottish Open             | −13 (67–70–66–68=271) | James Kingston                              | 2 coups |
| 2010  | Celtic Manor Wales Open            | −15 (72–70–64–63=269) | Rhys Davies                                 | 3 coups |
| 2010  | US Open                            | E (71–68–71–74=284)   | Grégory Havret                              | 1 coup  |
| 2010  | Andalucía Valderrama Masters       | −3 (68–67–72–74=281)  | Søren Kjeldsen Gareth Maybin Damien McGrane | 2 coups |
| 2013  | Championnat du monde de match-play | 2&1                   | Thongchai Jaidee                            | 1 coup  |
| 2013  | RBC Heritage                       | −9 (71–67–68–69=275)  | Webb Simpson                                | playoff |
| 2013  | Open de France                     | −9 (69-69-70-67=275)  | Richard Sterne (en)                         | 4 coups |
| 2014  | Open de France                     | −5 (70-69-73-67=279)  | Kevin Stadler (en) Thongchai Jaidee         | 1 coup  |
| 2015  | Mayakoba Golf Classic              | −18 (67–63–70–66=266) | Jason Bohn Russell Knox                     | Playoff |

### Amateur
- 1996 Ulster Boys Championship
- 1999 Irish Youths Championship
- 2000 Irish Amateur Close Championship, Irish Youths Championship, World Universities Championship

## Anecdotes
- Son surnom sur les circuits est G.Mac.
- Il est supporter de l'équipe de football anglais Manchester United.
- Second aux championnats du monde de match-play en 2012, il est vainqueur en 2013.